# Seznam dílů seriálu Sherlock Holmes: Jak prosté
Toto je seznam dílů seriálu Sherlock Holmes: Jak prosté. Americký kriminální seriál Sherlock Holmes: Jak prosté měl premiéru 27. září 2012 stanici CBS. Dne 23. května 2019 měl premiéru první díl finální sedmé řady.

## Přehled řad
| Řada | Díly | Premiéra v USA    | Premiéra v USA  | Premiéra v ČR     | Premiéra v ČR      |
| Řada | Díly | První díl         | Poslední díl    | První díl         | Poslední díl       |
| ---- | ---- | ----------------- | --------------- | ----------------- | ------------------ |
| 1    | 24   | 27. září 2012     | 16. května 2013 | 28. srpna 2013    | 5. února 2014      |
| 2    | 24   | 26. září 2013     | 15. května 2014 | 30. července 2014 | 7. ledna 2015      |
| 3    | 24   | 30. října 2014    | 14. května 2015 | 6. července 2015  | 25. května 2016    |
| 4    | 24   | 5. listopadu 2015 | 8. května 2016  | 22. září 2016     | 1. března 2017     |
| 5    | 24   | 2. října 2016     | 21. května 2017 | 13. února 2017    | 24. července 2017  |
| 6    | 21   | 30. dubna 2018    | 17. září 2018   | 9. července 2018  | 26. listopadu 2018 |
| 7    | 13   | 23. května 2019   | 15. srpna 2019  | 4. listopadu 2019 | 20. listopadu 2019 |

## Seznam dílů

### První řada (2012–2013)
| Č. v seriálu | Č. v řadě | Původní název                  | Český název         | Režie                 | Scénář                                                               | Premiéra v USA     | Premiéra v ČR               |
| ------------ | --------- | ------------------------------ | ------------------- | --------------------- | -------------------------------------------------------------------- | ------------------ | --------------------------- |
| 1            | 1         | Pilot                          | Vražda v zastoupení | Michael Cuesta        | Robert Doherty                                                       | 27 září 2012       | 28. srpna 2013              |
| 2            | 2         | While You Were Sleeping        | Zatímco jsi spala   | John David Coles      | Robert Doherty                                                       | 4. října 2012      | 4. září 2013                |
| 3            | 3         | Child Predator                 | Lovec dětí          | Rod Holcomb           | Peter Blake                                                          | 18. října 2012     | 11. září 2013               |
| 4            | 4         | Rat Race                       | Nekonečná hra       | Rosemary Rodriguez    | Craig Sweeny                                                         | 25. října 2012     | 18. září 2013               |
| 5            | 5         | Lesser Evils                   | Anděl smrti         | Colin Bucksey         | Liz Friedman                                                         | 1. listopadu 2012  | 25. září 2013               |
| 6            | 6         | Flight Risk                    | Nebezpečné létání   | David Platt           | Corinne Brinkerhoff                                                  | 8. listopadu 2012  | 2. října 2013               |
| 7            | 7         | One Way to Get Off             | Úniková cesta       | Seith Mann            | Christopher Silber                                                   | 15. listopadu 2012 | 9. října 2013               |
| 8            | 8         | The Long Fuse                  | Zapomenutá bomba    | Andrew Bernstein      | Jeffrey Paul King                                                    | 29. listopadu 2012 | 16. října 2013              |
| 9            | 9         | You Do It to Yourself          | Na oko              | Phil Abraham          | Peter Blake                                                          | 6. prosince 2012   | 23. října 2013              |
| 10           | 10        | The Leviathan                  | Nedobytný trezor    | Peter Werner          | Corinne Brinkerhoff a Craig Sweeny                                   | 13. prosince 2012  | 30. října 2013              |
| 11           | 11        | Dirty Laundry                  | Špinavé prádlo      | John David Coles      | Liz Friedman a Christopher Silber                                    | 3. ledna 2013      | 6. listopadu 2013           |
| 12           | 12        | M.                             | Tajemný M.          | John Polson           | Robert Doherty                                                       | 10. ledna 2013     | 13. listopadu 2013          |
| 13           | 13        | The Red Team                   | Rudý tým            | Christine Moore       | námět: Jeffrey Paul King a Craig Sweeny scénář: Jeffrey Paul King    | 31. ledna 2013     | 20. listopadu 2013          |
| 14           | 14        | The Deductionist               | Mistr Dedukce       | John Polson           | Craig Sweeny a Robert Doherty                                        | 3. února 2013      | 27. listopadu 2013          |
| 15           | 15        | A Giant Gun, Filled with Drugs | Drogová rozbuška    | Guy Ferland           | námět: Christopher Silber scénář: Corinne Brinkerhoff a Liz Friedman | 7. února 2013      | 4. prosince 2013            |
| 16           | 16        | Details                        | Tajný úkol          | Sanaa Hamri           | námět: Robert Doherty scénář: Jeffrey Paul King a Jason Tracey       | 14. února 2013     | 11. prosince 2013           |
| 17           | 17        | Possibility Two                | Druhá možnost       | Seith Mann            | Mark Goffman                                                         | 21. února 2013     | 18. prosince 2013           |
| 18           | 18        | Déjà Vu All Over Again         | Dva případy         | Jerry Levine          | Brian Rodenbeck                                                      | 14. března 2013    | 25. prosince 2013           |
| 19           | 19        | Snow Angels                    | Sněžní andělé       | Andrew Bernstein      | Jason Tracey                                                         | 4. dubna 2013      | 1. ledna 2014               |
| 20           | 20        | Dead Man's Switch              | Záskok za mrtvého   | Larry Teng            | námět: Christopher Silber scénář: Liz Friedman a Christopher Silber  | 25. dubna 2013     | 8. ledna 2014               |
| 21           | 21        | A Landmark Story               | Příběh o památce    | Peter Werner          | Corinne Brinkerhoff                                                  | 2. května 2013     | 15. ledna 2014              |
| 22           | 22        | Risk Management                | Dávná vražda        | Adam Davidson         | námět: Liz Friedman a Robert Doherty scénář: Liz Friedman            | 9. května 2013     | 22. ledna 2014              |
| 23-24        | 23-24     | The WomanHeroine               | Žena a droga        | Seith MannJohn Polson | Robert Doherty a Craig SweenyCraig Sweeny a Robert Doherty           | 16. května 2013    | 29. ledna 20142. února 2014 |

### Druhá řada (2013–2014)
| Č. v seriálu | Č. v řadě | Původní název                     | Český název                       | Režie            | Scénář                                                        | Premiéra v USA     | Premiéra v ČR      |
| ------------ | --------- | --------------------------------- | --------------------------------- | ---------------- | ------------------------------------------------------------- | ------------------ | ------------------ |
| 25           | 1         | Step Nine                         | Devátý krok                       | John Polson      | Robert Doherty a Craig Sweeny                                 | 26. září 2013      | 30. července 2014  |
| 26           | 2         | Solve for x                       | Řešení neznámé                    | Jerry Levine     | Jeffrey Paul King                                             | 3. října 2013      | 6. srpna 2014      |
| 27           | 3         | We Are Everyone                   | Nepřítel státu                    | Michael Pressman | Craig Sweeny                                                  | 10. října 2013     | 13. srpna 2014     |
| 28           | 4         | Poison Pen                        | Otrávené pero                     | Andrew Bernstein | Liz Friedman                                                  | 17. října 2013     | 20. srpna 2014     |
| 29           | 5         | Ancient History                   | Stará historie                    | Sanaa Hamri      | Jason Tracey                                                  | 24. října 2013     | 27. srpna 2014     |
| 30           | 6         | An Unnatural Arrangement          | Omyl                              | Christine Moore  | Cathryn Humphris                                              | 31. října 2013     | 3. září 2014       |
| 31           | 7         | The Marchioness                   | Markýza                           | Sanaa Hamri      | Christopher Hollier & Craig Sweeny                            | 7. listopadu 2013  | 10. září 2014      |
| 32           | 8         | Blood Is Thicker                  | Krev není voda                    | John Polson      | Bob Goodman                                                   | 14. listopadu 2013 | 17. září 2014      |
| 33           | 9         | On the Line                       | Ve střehu                         | Guy Ferland      | Jason Tracey                                                  | 21. listopadu 2013 | 24. září 2014      |
| 34           | 10        | Tremors                           | Záchvěv strachu                   | Aaron Lipstadt   | Liz Friedman                                                  | 5. prosince 2013   | 1. října 2014      |
| 35           | 11        | Internal Audit                    | Interní audit                     | Jerry Levine     | Bob Goodman                                                   | 12. prosince 2013  | 8. října 2014      |
| 36           | 12        | The Diabolical Kind               | Žena, nebo ďábel                  | Larry Teng       | Robert Doherty a Craig Sweeny                                 | 2. ledna 2014      | 15. října 2014     |
| 37           | 13        | All in the Family                 | Rodinná záležitost                | Andrew Bernstein | Jason Tracey                                                  | 9. ledna 2014      | 22. října 2014     |
| 38           | 14        | Dead Clade Walking                | Převratný nález                   | Helen Shaver     | Jeffrey Paul King                                             | 30. ledna 2014     | 29. října 2014     |
| 39           | 15        | Corpse de Ballet                  | Mrtvá baletka                     | Jean de Segonzac | Liz Friedman                                                  | 6. února 2014      | 5. listopadu 2014  |
| 40           | 16        | The One Percent Solution          | Jednoprocentní řešení             | Guy Ferland      | námět: Bob Goodman a Craig Sweeny scénář: Craig Sweeny        | 27. února 2014     | 12. listopadu 2014 |
| 41           | 17        | Ears to You                       | Uši jako důkaz                    | Seith Mann       | Lauren MacKenzie a Andrew Gettens                             | 6. března 2014     | 19. listopadu 2014 |
| 42           | 18        | The Hound of the Cancer Cells     | Detektor rakoviny                 | Michael Slovis   | Bob Goodman                                                   | 13. března 2014    | 26. listopadu 2014 |
| 43           | 19        | The Many Mouths of Aaron Colville | Příliš mnoho zubů Aarona Colvilla | Larry Teng       | Jason Tracey                                                  | 3. dubna 2014      | 3. prosince 2014   |
| 44           | 20        | No Lack of Void                   | Prázdnoty není nikdy dost         | Sanaa Hamri      | Liz Friedman a Jeffrey Paul King                              | 10. dubna 2014     | 10. prosince 2014  |
| 45           | 21        | The Man With the Twisted Lip      | Ohyzdný žebrák                    | Seith Mann       | námět: Steve Gottfried scénář: Craig Sweeny a Steve Gottfried | 24. dubna 2014     | 17. prosince 2014  |
| 46           | 22        | Paint It Black                    | Studie v černé                    | Lucy Liu         | Robert Hewitt Wolfe                                           | 1. května 2014     | 24. prosince 2014  |
| 47           | 23        | Art in the Blood                  | Pravda na kůži                    | Guy Ferland      | Bob Goodman                                                   | 8. května 2014     | 31. prosince 2014  |
| 48           | 24        | The Grand Experiment              | Velký experiment                  | John Polson      | Robert Doherty a Craig Sweeny                                 | 15. května 2014    | 7. ledna 2015      |

### Třetí řada (2014–2015)
| Č. v seriálu | Č. v řadě | Původní název                          | Český název                   | Režie           | Scénář                                                     | Premiéra v USA     | Premiéra v ČR     |
| ------------ | --------- | -------------------------------------- | ----------------------------- | --------------- | ---------------------------------------------------------- | ------------------ | ----------------- |
| 49           | 1         | Enough Nemesis to Go Around            | Bohyně odplaty                | John Polson     | Robert Doherty a Craig Sweeny                              | 30. října 2014     | 6. července 2015  |
| 50           | 2         | The Five Orange Pipz                   | Pět oranžových korálků        | Larry Teng      | Bob Goodman                                                | 6. listopadu 2014  | 23. prosince 2015 |
| 51           | 3         | Just a Regular Irregular               | Pravidelný občasník           | Jerry Levine    | Robert Hewitt Wolfe                                        | 13. listopadu 2014 | 30. prosince 2015 |
| 52           | 4         | Bella                                  | Bella                         | Guy Ferland     | Craig Sweeny                                               | 20. listopadu 2014 | 6. ledna 2016     |
| 53           | 5         | Rip Off                                | Ruka                          | John Polson     | Jason Tracey                                               | 27. listopadu 2014 | 13. ledna 2016    |
| 54           | 6         | Terra Pericolosa                       | Terra Pericolosa              | Aaron Lipstadt  | námět: Bob Goodman & Jeffrey Paul King scénář: Bob Goodman | 4. prosince 2014   | 20. ledna 2016    |
| 55           | 7         | The Adventure of the Nutmeg Concoction | Příhoda s muškátovým oříškem  | Christine Moore | Peter Ocko                                                 | 11. prosince 2014  | 27. ledna 2016    |
| 56           | 8         | End of Watch                           | Poslední pocta                | Ron Fortunato   | Robert Hewitt Wolfe                                        | 18. prosince 2014  | 29. července 2015 |
| 57           | 9         | The Eternity Injection                 | Injekce věčnosti              | Larry Teng      | Craig Sweeny                                               | 8. ledna 2015      | 10. února 2016    |
| 58           | 10        | Seed Money                             | Semínka nad zlato             | John Polson     | Brian Rodenbeck                                            | 15. ledna 2015     | 17. února 2016    |
| 59           | 11        | The Illustrious Client                 | Proslulý klient               | Guy Ferland     | Jason Tracey                                               | 22. ledna 2015     | 25. února 2016    |
| 60           | 12        | The One That Got Away                  | Rodinné pouto                 | Seith Mann      | Robert Doherty                                             | 29. ledna 2015     | 2. března 2016    |
| 61           | 13        | Hemlock                                | Bolehlav                      | Christine Moore | Arika Lisanne Mittman                                      | 5. února 2015      | 9. března 2016    |
| 62           | 14        | The Female of the Species              | Velká zebří loupež            | Lucy Liu        | Jeffrey Paul King                                          | 12. února 2015     | 16. března 2016   |
| 63           | 15        | When Your Number's Up                  | Cena života                   | Jerry Levine    | Bob Goodman                                                | 19. února 2015     | 23. března 2016   |
| 64           | 16        | For All You Know                       | Výpadky paměti                | Guy Ferland     | Peter Ocko                                                 | 5. března 2015     | 30. března 2016   |
| 65           | 17        | T-Bone and the Iceman                  | Zmizelý nebožtík              | Michael Slovis  | Jason Tracey                                               | 12. března 2015    | 6. dubna 2016     |
| 66           | 18        | The View from Olympus                  | Výhled z Olympu               | Seith Mann      | námět: Jordan Rosenberg scénář: Bob Goodman                | 5. dubna 2015      | 13. dubna 2016    |
| 67           | 19        | One Watson, One Holmes                 | Jedna Watsonová, jeden Holmes | John Polson     | Robert Hewitt Wolfe                                        | 9. dubna 2015      | 20. dubna 2016    |
| 68           | 20        | A Stitch in Time                       | Špetka času                   | Ron Fortunato   | Peter Ocko                                                 | 16. dubna 2015     | 27. dubna 2016    |
| 69           | 21        | Under My Skin                          | Pod kůží                      | Aaron Lipstadt  | Jeffrey Paul King                                          | 23. dubna 2015     | 4. května 2016    |
| 70           | 22        | The Best Way Out Is Always Through     | Útěk z vězení                 | Michael Slovis  | Arika Lisanne Mittman                                      | 30. dubna 2015     | 11. května 2016   |
| 71           | 23        | Absconded                              | Zhroucení včelstev            | Guy Ferland     | Jason Tracey                                               | 7. května 2015     | 18. května 2016   |
| 72           | 24        | A Controlled Descent                   | Sestup do podsvětí            | John Polson     | Robert Doherty                                             | 14. května 2015    | 25. května 2016   |

### Čtvrtá řada (2015–2016)
| Č. v seriálu | Č. v řadě | Původní název                     | Český název               | Režie            | Scénář                         | Premiéra v USA     | Premiéra v ČR      |
| ------------ | --------- | --------------------------------- | ------------------------- | ---------------- | ------------------------------ | ------------------ | ------------------ |
| 73           | 1         | The Past Is Parent                | Stíny minulosti           | John Polson      | Robert Doherty                 | 5. listopadu 2015  | 22. září 2016      |
| 74           | 2         | Evidence of Things Not Seen       | Důkaz věcí nevídaných     | Ron Fortunato    | Jason Tracey                   | 12. listopadu 2015 | 28. září 2016      |
| 75           | 3         | Tag, You're Me                    | Klub dvojníků             | Christine Moore  | Bob Goodman                    | 19. listopadu 2015 | 5. října 2016      |
| 76           | 4         | All My Exes Live in Essex         | Kostlivec v laboratoři    | Michael Pressman | Robert Hewitt Wolfe            | 26. listopadu 2015 | 12. října 2016     |
| 77           | 5         | The Games Underfoot               | Zakopané hry              | Alex Chapple     | Arika Lisanne Mittman          | 10. prosince 2015  | 19. října 2016     |
| 78           | 6         | The Cost of Doing Business        | Cena za obchod            | Aaron Lipstadt   | Jason Tracey                   | 17. prosince 2015  | 26. října 2016     |
| 79           | 7         | Miss Taken                        | Zmizelá                   | Guy Ferland      | Tamara Jaron                   | 6. ledna 2016      | 2. listopadu 2016  |
| 80           | 8         | A Burden of Blood                 | Krvavé břímě              | Christine Moore  | Nick Thiel                     | 13. ledna 2016     | 9. listopadu 2016  |
| 81           | 9         | Murder Ex Machina                 | Vražedné auto             | Guy Ferland      | Robert Hewitt Wolfe            | 21. ledna 2016     | 16. listopadu 2016 |
| 82           | 10        | Alma Matters                      | Vražda za úvěr            | Larry Teng       | Bob Goodman                    | 28. ledna 2016     | 23. listopadu 2016 |
| 83           | 11        | Down Where the Dead Delight       | Tam, kde spočívají mrtví  | Jerry Levine     | Jeffrey Paul King              | 4. února 2016      | 30. listopadu 2016 |
| 84           | 12        | A View with a Room                | Vyhlídka s pokojem        | John Polson      | Richard C. Okie                | 11. února 2016     | 7. prosince 2016   |
| 85           | 13        | A Study in Charlotte              | Studie v Charlottě        | Guy Ferland      | Robert Hewitt Wolfe            | 18. února 2016     | 14. prosince 2016  |
| 86           | 14        | Who Is That Masked Man?           | Muž pod maskou            | Larry Teng       | Jason Tracey                   | 25. února 2016     | 21. prosince 2016  |
| 87           | 15        | Up to Heaven and Down to Hell     | Do nebes a do pekel       | John Polson      | Tamara Jaron                   | 3. března 2016     | 28. prosince 2016  |
| 88           | 16        | Hounded                           | Vlk baskervillský         | Ron Fortunato    | Robert Hewitt Wolfe            | 10. března 2016    | 4. ledna 2017      |
| 89           | 17        | You've Got Me, Who's Got You?     | Mrtvý superhrdina         | Seith Mann       | Paul Cornell                   | 20. března 2016    | 11. ledna 2017     |
| 90           | 18        | Ready or Not                      | Soudný den se blíží       | Christine Moore  | Bob Goodman                    | 27. března 2016    | 18. ledna 2017     |
| 91           | 19        | All In                            | Sázka na prohru           | Aaron Lipstadt   | Kelly Wheeler                  | 10. dubna 2016     | 25. ledna 2017     |
| 92           | 20        | Art Imitates Art                  | Zvětšenina                | Ron Fortunato    | Arika Lisanne Mittman          | 10. dubna 2016     | 1. února 2017      |
| 93           | 21        | Ain't Nothing Like the Real Thing | Není nad skutečnou vraždu | Jeremy Webb      | Nick Thiel a Jeffrey Paul King | 17. dubna 2016     | 8. února 2017      |
| 94           | 22        | Turn It Upside Down               | Morland v podezření       | Lucy Liu         | Bob Goodman                    | 24. dubna 2016     | 15. února 2017     |
| 95           | 23        | The Invisible Hand                | Neviditelná ruka          | Guy Ferland      | Robert Doherty a Jason Tracey  | 1. května 2016     | 22. února 2017     |
| 96           | 24        | A Difference in Kind              | Dohoda                    | John Polson      | Jason Tracey a Robert Doherty  | 8. května 2016     | 1. března 2017     |

### Pátá řada (2016–2017)
| Č. v seriálu | Č. v řadě | Původní název                          | Český název                | Režie            | Scénář                             | Premiéra v USA     | Premiéra v ČR     |
| ------------ | --------- | -------------------------------------- | -------------------------- | ---------------- | ---------------------------------- | ------------------ | ----------------- |
| 97           | 1         | Folie à Deux                           | Šílenství dvou             | Christine Moore  | Robert Doherty a Jeffrey Paul King | 2. října 2016      | 13. února 2017    |
| 98           | 2         | Worth Several Cities                   | Nefritová pečeť            | Guy Ferland      | Robert Hewitt Wolfe                | 16. října 2016     | 20. února 2017    |
| 99           | 3         | Render, and Then Seize Her             | Unesená a odhozená         | Alex Chapple     | Jason Tracey                       | 23. října 2016     | 27. února 2017    |
| 100          | 4         | Henny Penny the Sky Is Falling         | Vražda ve hvězdách         | John Polson      | Bob Goodman                        | 30. října 2016     | 6. března 2017    |
| 101          | 5         | To Catch a Predator Predator           | Hon na lovce               | Guy Ferland      | Tamara Jaron                       | 6. listopadu 2016  | 13. března 2017   |
| 102          | 6         | Ill Tidings                            | Špatné zprávy              | Ron Fortunato    | Jeffrey Paul King                  | 13. listopadu 2016 | 20. března 2017   |
| 103          | 7         | Bang Bang Shoot Chute                  | Poslední seskok            | Jerry Levine     | Celeste Chan Wolfe                 | 20. listopadu 2016 | 27. března 2017   |
| 104          | 8         | How the Sausage Is Made                | Klobásový jed              | Michael Pressman | Mark Hudis                         | 27. listopadu 2016 | 3. dubna 2017     |
| 105          | 9         | It Serves You Right to Suffer          | Druhá druhá šance          | Aidan Quinn      | Kelly Wheeler                      | 11. prosince 2016  | 10. dubna 2017    |
| 106          | 10        | Pick Your Poison                       | Vyber si svůj jed          | Jeremy Webb      | Bob Goodman                        | 18. prosince 2016  | 17. dubna 2017    |
| 107          | 11        | Be My Guest                            | Buď mým hostem             | Maja Vrvilo      | Jason Tracey                       | 8. ledna 2017      | 24. dubna 2017    |
| 108          | 12        | Crowned Clown, Downtown Brown          | Mrtvý klaun                | Michael Slovis   | Jordan Rosenberg                   | 15. ledna 2017     | 1. května 2017    |
| 109          | 13        | Over a Barrel                          | Sud po sudu                | Guy Ferland      | Jeffrey Paul King                  | 29. ledna 2017     | 8. května 2017    |
| 110          | 14        | Rekt in Real Life                      | Zničím tě v reálném životě | John Polson      | Robert Hewitt Wolfe                | 19. února 2017     | 15. května 2017   |
| 111          | 15        | Wrong Side Of The Road                 | Špatná strana silnice      | Jennifer Lynch   | Robert Doherty a Jason Tracey      | 5. března 2017     | 22. května 2017   |
| 112          | 16        | Fidelity                               | Fidelovy spisy             | Christine Moore  | Jason Tracey a Robert Doherty      | 12. března 2017    | 29. května 2017   |
| 113          | 17        | The Ballad of Lady Frances             | Balada o Lady Frances      | Aaron Lipstadt   | Bob Goodman a Jordan Rosenberg     | 19. března 2017    | 5. června 2017    |
| 114          | 18        | Dead Man's Tale                        | Příběhy mrtvého muže       | Alex Chapple     | Tamara Jaron                       | 26. března 2017    | 12. června 2017   |
| 115          | 19        | High Heat                              | Stíny minulosti            | Michael Hekmat   | Kelly Wheeler                      | 9. dubna 2017      | 19. června 2017   |
| 116          | 20        | The Art of Sleights and Deception      | Umění triků a klamů        | Ron Fortunato    | Mark Hudis                         | 23. dubna 2017     | 26. června 2017   |
| 117          | 21        | Flying into a Rage, Make a Bad Landing | Rozvod                     | Guy Ferland      | Bob Goodman                        | 30. dubna 2017     | 3. července 2017  |
| 118          | 22        | Moving Targets                         | Pohyblivý terč             | Lucy Liu         | Robert Hewitt Wolfe                | 7. května 2017     | 10. července 2017 |
| 119          | 23        | Scrambled                              | Skrytý                     | Christine Moore  | Jason Tracey                       | 14. května 2017    | 17. července 2017 |
| 120          | 24        | Hurt Me, Hurt You                      | Ublížíš mě, ublížíš sobě   | John Polson      | Robert Doherty a Jeffrey Paul King | 21. května 2017    | 24. července 2017 |

### Šestá řada (2018)
| Č. v seriálu | Č. v řadě | Původní název                           | Český název                       | Režie            | Scénář                                                    | Premiéra v USA    | Premiéra v ČR      |
| ------------ | --------- | --------------------------------------- | --------------------------------- | ---------------- | --------------------------------------------------------- | ----------------- | ------------------ |
| 121          | 1         | An Infinite Capacity for Taking Pains   | Nekonečná kapacita pro bolest     | Christine Moore  | Bob Goodman                                               | 30. dubna 2018    | 9. července 2018   |
| 122          | 2         | Once You've Ruled Out God               | Jakmile je vyloučen bůh           | Guy Ferland      | Robert Hewitt Wolfe                                       | 7. května 2018    | 16. července 2018  |
| 123          | 3         | Pushing Buttons                         | Stisknutí tlačítka                | Christine Moore  | Jeffrey Paul King                                         | 14. května 2018   | 23. července 2018  |
| 124          | 4         | Our Time Is Up                          | Náš čas je vzácný                 | Guy Ferland      | Liz Friedman                                              | 21. května 2018   | 30. července 2018  |
| 125          | 5         | Bits and Pieces                         | Kousky                            | John Polson      | Tamara Jaron                                              | 28. května 2018   | 6. srpna 2018      |
| 126          | 6         | Give Me the Finger                      | Dej mi prst                       | Jonny Lee Miller | Jordan Rosenberg                                          | 4. června 2018    | 13. srpna 2018     |
| 127          | 7         | Sober Companions                        | Společníci                        | Seith Mann       | Jason Tracey                                              | 11. června 2018   | 20. srpna 2018     |
| 128          | 8         | Sand Trap                               | Písečná minulost                  | Jennifer Lynch   | Kelly Wheeler                                             | 18. června 2018   | 27. srpna 2018     |
| 129          | 9         | Nobody Lives Forever                    | Nikdo nežije věčně                | Guy Ferland      | Jeffrey Paul King                                         | 25. června 2018   | 3. září 2018       |
| 130          | 10        | The Adventure of the Ersatz Sobekneferu | Dobrodružství Ersatzi Sobekneferu | Lucy Liu         | Robert Hewitt Wolfe                                       | 2. července 2018  | 10. září 2018      |
| 131          | 11        | You've Come a Long Way, Baby            | Musíš ujít ještě dlouhou cestu    | Guy Ferland      | Bob Goodman                                               | 16. července 2018 | 17. září 2018      |
| 132          | 12        | Meet Your Maker                         | Seznamte se s výrobcem            | Ron Fortunato    | Robert Hewitt Wolfe                                       | 23. července 2018 | 24. září 2018      |
| 133          | 13        | Breathe                                 | Dýchat                            | Christine Moore  | Bob Goodman                                               | 30. července 2018 | 1. října 2018      |
| 134          | 14        | Through the Fog                         | Prostřednictvím mlhy              | Guy Ferland      | Jeffrey Paul King                                         | 6. srpna 2018     | 8. října 2018      |
| 135          | 15        | How to Get a Head                       | Jak získat hlavu                  | Christine Moore  | Sherman Li                                                | 12. srpna 2018    | 15. října 2018     |
| 136          | 16        | Uncanny Valley of the Dolls             | Podivné údolí panenek             | Jonny Lee Miller | Tamara Jaron a Kelly Wheeler                              | 13. srpna 2018    | 22. října 2018     |
| 137          | 17        | The Worms Crawl In, the Worms Crawl Out | Červi dovnitř a ven               | Jon Michael Hill | Jordan Rosenberg                                          | 20. srpna 2018    | 29. října 2018     |
| 138          | 18        | The Visions of Norman P. Horowitz       | Vize Normana Horowitze            | Lucy Liu         | námět: Jason Tracey scénář: Jason Tracey a Brandon Tanori | 27. srpna 2018    | 5. listopadu 2018  |
| 139          | 19        | The Geek Interpreter                    | Lilly                             | Christine Moore  | Tamara Jaron a Kelly Wheeler                              | 3. září 2018      | 12. listopadu 2018 |
| 140          | 20        | Fit to be Tied                          | Být svázaný                       | Ron Fortunato    | Jason Tracey                                              | 10. září 2018     | 19. listopadu 2018 |
| 141          | 21        | Whatever Remains, However Improbable    | Cokoliv zbyde, je pravděpodobné   | Christine Moore  | Robert Doherty                                            | 17. září 2018     | 26. listopadu 2018 |

### Sedmá řada (2019)
| Č. v seriálu | Č. v řadě | Původní název          | Český název               | Režie            | Scénář                        | Premiéra v USA    | Premiéra v ČR      |
| ------------ | --------- | ---------------------- | ------------------------- | ---------------- | ----------------------------- | ----------------- | ------------------ |
| 142          | 1         | The Further Adventures | Další dobrodružství       | Christine Moore  | Robert Doherty a Jason Tracey | 23. května 2019   | 4. listopadu 2019  |
| 143          | 2         | Gutshot                | Rána do zad               | Guy Ferland      | Jason Tracey a Robert Doherty | 30. května 2019   | 5. listopadu 2019  |
| 144          | 3         | The Price of Admission | Cena za dodání            | Thomas Carter    | Tamara Jaron                  | 6. června 2019    | 6. listopadu 2019  |
| 145          | 4         | Red Light, Green Light | Červená a zelená          | Jonny Lee Miller | Robert Hewitt Wolfe           | 13. června 2019   | 7. listopadu 2019  |
| 146          | 5         | Into the Woods         | Lesní incident            | Christine Moore  | Jeffrey Paul King             | 20. června 2019   | 8. listopadu 2019  |
| 147          | 6         | Command: Delete        | Příkaz: Vymazat           | Craig Zisk       | Jordan Rosenberg              | 27. června 2019   | 11. listopadu 2019 |
| 148          | 7         | From Russia with Drugs | Drogové pozdravy z Ruska  | Michael Hekmat   | Sean Bennett                  | 4. července 2019  | 12. listopadu 2019 |
| 149          | 8         | Miss Understood        | Notorická lhářka          | Michael Smith    | Bob Goodman                   | 11. července 2019 | 13. listopadu 2019 |
| 150          | 9         | On the Scent           | Na stopě                  | Christine Moore  | Jeffrey Paul King             | 18. července 2019 | 14. listopadu 2019 |
| 151          | 10        | The Latest Model       | Poslední modelka          | Ron Fortunato    | Robert Hewitt Wolfe           | 25. července 2019 | 15. listopadu 2019 |
| 152          | 11        | Unfriended             | Nepřítel                  | Lucy Liu         | Bob Goodman                   | 1. srpna 2019     | 18. listopadu 2019 |
| 153          | 12        | Reichenbach Falls      | Reichenbachův pád         | Ron Fortunato    | Jason Tracey                  | 8. srpna 2019     | 19. listopadu 2019 |
| 154          | 13        | Their Last Bow         | Poslední společná poklona | Christine Moore  | Robert Doherty                | 15. srpna 2019    | 20. listopadu 2019 |